# Beautor
Beautor es una comuna francesa, situada en el departamento de Aisne, de la región de Alta Francia.

## Demografía
| 3 326 | 3 870 | 3 595 | 3 323 | 3 114 | 2 977 | 2 719 | 2 695 |
| Para los censos de 1962 a 1999 la población legal corresponde a la población sin duplicidades (Fuente: INSEE [Consultar]) |       |       |       |       |       |       |       |